# EuroHockey Nations Trophy (Halle, Damen) 2000
Die EuroHockey Nations Trophy (Halle, Damen) 2000 war die dritte Auflage der Hallenhockey-„B-EM“. Sie fand vom 28. bis 30. Januar in Lievin, Frankreich statt.
Litauen und Frankreich stiegen in die „A-EM“ auf.

## Vorrunde

### Gruppe A
| Rang | Land       | Tore  | Punkte |
| ---- | ---------- | ----- | ------ |
| 1    | Litauen    | 55:6  | 15     |
| 2    | Frankreich | 34:12 | 12     |
| 3    | Polen      | 40:23 | 9      |
| 4    | Dänemark   | 28:26 | 6      |
| 5    | Finnland   | 6:32  | 3      |
| 6    | Grönland   | 3:69  | 0      |

| Polen      | – | Dänemark | 6:4  |
| Frankreich | – | Grönland | 14:1 |
| Grönland   | – | Polen    | 0:20 |
| Finnland   | – | Litauen  | 0:6  |
| Frankreich | – | Finnland | 6:1  |
| Dänemark   | – | Litauen  | 2:10 |
| Finnland   | – | Grönland | 2:1  |
| Polen      | – | Litauen  | 2:11 |
| Frankreich | – | Polen    | 7:2  |
| Frankreich | – | Dänemark | 5:1  |
| Finnland   | – | Dänemark | 2:9  |
| Grönland   | – | Litauen  | 0:21 |
| Litauen    | – | Grönland | 12:1 |
| Frankreich | – | Litauen  | 2:7  |
| Polen      | – | Finnland | 10:1 |